# Agnès Pires
Agnès (ou Ines) Pires (Inês Pires en portugais) est une Portugaise, fille de Pierre Esteves, de Fonte Boa, et de Marie Anes. Elle fit la connaissance du futur Jean Ier à Veiros, alors maître de l'ordre d'Aviz. Tous deux avaient quatorze ans.
De cette relation sont nés trois enfants, nés avant le mariage de Jean Ier avec Philippa de Lancastre, :
- Alphonse (10 août 1377-15 décembre 1461[6]), comte de Barcelos et premier duc de Bragance[3],[5], fondateur de la deuxième maison de Bragance[4] ;
- Blanche (1378)[7] ;
- Béatrice (v. 1386-23 octobre 1439[8]), épouse du comte d'Arundel[3],[4].

Par son origine, il semble qu'Agnès n'ait pas pu se marier avec le père de ses enfants qui a contracté mariage le 2 février 1387 avec la princesse anglaise Philippa. Devenue reine, Philippa s'est chargée de l'éducation d'Alphonse et de Béatrice et a pu avoir favorisé l'entrée d'Agnès au couvent jacquais de Santos-o-Velho dans le district de Lisbonne,, dans la ville d'Arruda, où elle fut mère supérieure,.